# Кишомјер
Кишомјер (енгл. ombrometer) је инструмент за мјерење количине падавина у неком временском периоду.
То је обично метална посуда цилиндричног облика, са пресјеком од око 200 cm². На дну цилиндра се налази уска стаклена мензура, на којој је скала са које се директно очитава висина нивоа воде. Кишомјер се поставља на стуб висине 1-2 m на одређеној удаљености од објеката који би иначе ометали тачно мјерење.